# Сокиричівська сільська рада
Сокиричівська сільська рада — колишня адміністративно-територіальна одиниця та орган місцевого самоврядування у Ківерцівському районі Волинської області з адміністративним центром у с. Сокиричі.
Припинила існування 9 січня 2019 року через об'єднання до складу Ківерцівської міської територіальної громади Волинської області. Натомість утворено Сокиричівський старостинський округ при Ківерцівській міській громаді.

## Населені пункти
Сільській раді були підпорядковані населені пункти:
- с. Сокиричі
- с. Бодячів
- с. Дідовичі
- с. Заброди
- с. Конопелька
- с. Муравище

## Населення
Згідно з переписом УРСР 1989 року чисельність наявного населення сільської ради становила 2503 особи, з яких 1130 чоловіків та 1373 жінки.
За переписом населення України 2001 року в сільській раді мешкали 2204 особи.

### Мова
Розподіл населення за рідною мовою за даними перепису 2001 року:
| Мова       | Відсоток |
| ---------- | -------- |
| українська | 98,92 %  |
| російська  | 0,90 %   |
| польська   | 0,09 %   |
| білоруська | 0,04 %   |
| молдовська | 0,04 %   |

## Склад ради
Рада складалася з 16 депутатів та голови.

## Керівний склад сільської ради
| ПІБ                      | Основні відомості                                                                           | Дата обрання | Дата звільнення |
| ------------------------ | ------------------------------------------------------------------------------------------- | ------------ | --------------- |
| Мацюк Євгенія Михайлівна | Сільський голова, 1961 року народження, освіта, позапартійна                                | 26.03.2006   | 31.10.2010      |
| Мацюк Євгенія Михайлівна | Сільський голова, 1961 року народження, освіта вища, Всеукраїнське об'єднання «Батьківщина» | 31.10.2010   |                 |

Примітка: таблиця складена за даними джерела